# Jakobstraße 32 (Naumburg)

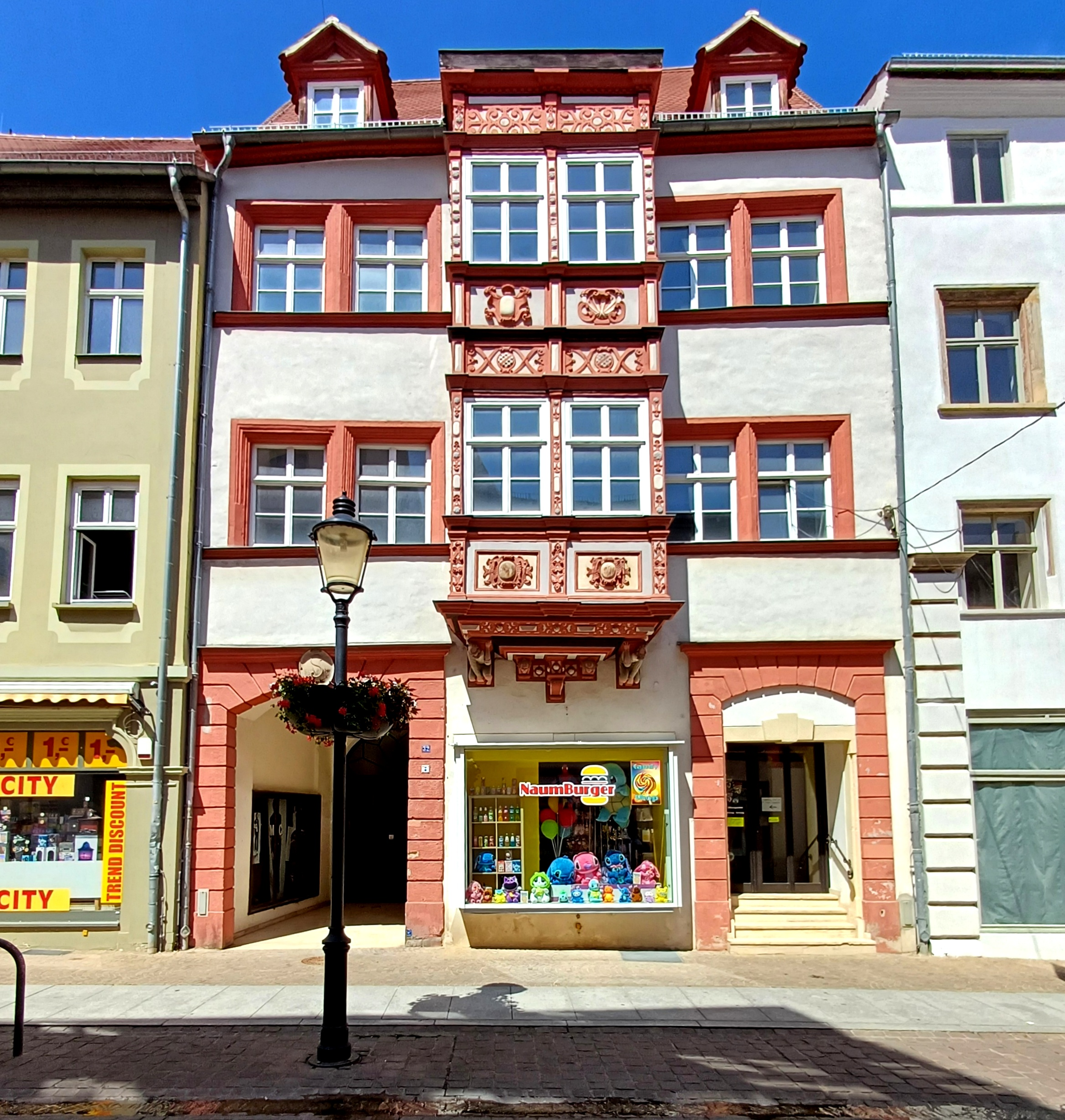
Haus Jakobstraße 32 in Naumburg

Das Gebäude Jakobstraße 32 in Naumburg, einer Stadt im Süden von Sachsen-Anhalt und Verwaltungssitz des Burgenlandkreises, ist ein geschütztes Baudenkmal.

## Geschichte
Die Jakobstraße ist eine der ältesten Straßen in Naumburg. Im Keller und Erdgeschoss des Hauses Nr. 32 sind noch Mauerreste eines spätromanischen Wohnturmes erhalten. Ebenso ist ein gotisches Spitzenbogengewände im Keller vorhanden. 

## Beschreibung
Der dreigeschossige Bau mit Satteldach und Gauben wurde um 1600 errichtet. Seine Fassade wird durch gekuppelte Renaissancefenster und einen mittigen zweigeschossigen Erker gegliedert. Dieser besitzt Figuren- und Maskenkonsolen. Der Erker ist durch verkröpfte Pilaster und Gesimse gegliedert. Er ist mit Beschlagwerk, Diamantierungen und Kartuschen geschmückt. 
Im Inneren haben sich Kreuzgratgewölbe, eine Holztreppe aus dem 17. Jahrhundert und spätbarocke Stuckdecken erhalten. Die Türen stammen aus der Gründerzeit. 